# 徐锦堂
徐锦堂（1929年—2021年5月23日），男，山西五台人，中国药用植物学家，曾任中国医学科学院药用植物研究所研究员，中国医学科学院学术咨询委员会学部委员。